# Варфоломій (апостол)
Варфоломі́й, або Вартоломі́й (також  Натанаїл; івр. בר־תלמי — Bar-Tôlmay) — один з 12 апостолів Ісуса Христа.

## Біблійні відомості
Про те, як складно визначити його історію, свідчить постать Апостола, ім'я якого насправді невідоме. Його ім'я «бар-Толомай» означає лише — син Толомая (Талмая). Жив у Кані Галилейській. Мабуть він був родичем або близьким другом апостола Філіппа, оскільки саме Філіпп привів Варфоломія до Ісуса, і в списках апостолів вони згадуються поруч. У сцені покликання Натанаїла-Варфоломея він вимовляє знамениту фразу «Та хіба ж може бути з Назарету що добре»: 
 Існує практично одностайна думка біблеїстів про те, що згаданий в Євангелії від Івана Нафанаїл — це одна особа з Варфоломієм.
Отже, апостол Варфоломій — один з перших учнів Христа, покликаний четвертим услід за Андрієм, Петром та Філіпом. Варфоломій згаданий у списках апостолів в Євангелії від Матвія, від Марка, від Луки, а також в Діяннях Апостолів. Ім'я «Варфоломій» можливо є арамейським патронімічним ім'ям (за батьком) «bar talamai» — «син Талмая», де Талман — перекручене на арамейський лад грецького ім'я Птолемей.

## Місіонерська діяльність
Святий апостол Варфоломій (Натанаїл) спочатку проповідував разом з апостолом Філіппом в Сирії та Азії, потім був в Індії, де переклав Євангеліє від Матвія. Пізніше проповідував у Альванії, де прийняв мученицьку смерть у місті Альвані (Баку): або був розіп'ятий вниз головою, або був замордований (з живого здерто шкіру). Він бував і там, де тепер знаходиться місто Теркі, на східному узбережжі Каспійського моря.
Дата смерті апостола Вартоломея — приблизно 70 р. Його від початку вшановували як мученика, оберігали його мощі. Близько 410 року єпископ Марута переніс його мощі з Албанополіса в Месопотамію, звідки вони потрапили у Фригію близько 507 року. Зрештою поховання мученика опинилося в Беневенто (838 р.), де й перебуває понині в головному вівтарі тамтешнього кафедрального храму. За імператора Отто ІІІ частина цих реліквій потрапила до Рима.

## Вшанування
Патрон бортників та штукатурів. Церква святкує день святого Варфаломія 24 серпня.
Імператор Оттон II Рудий переніс мощі апостола у 983 році до Рима. Вони спочивають у Церкві святого Варфоломія. У XIII столітті частина черепа перенесена до Франкфуртського собору святого Варфоломія. У Сикстинській капеллі святий Варфоломій зображений на фресках Мікеланджело із своєю шкірою в руці. Лице Мікеланджело взято за образ для лиця Варфоломія.

## Патрон
- Іспанія: Хове
- Португалія: 
  - муніципалітети: Байан, Віла-Флор
  - парафії: Арока, Вейруш